# Great Wall Airlines
Great Wall Airlines est une compagnie aérienne cargo basée à Shanghai qui assure des vols cargo vers l'Europe et l'Asie. En 2011, elle fusionne avec China Cargo Airlines (en).

## Flotte

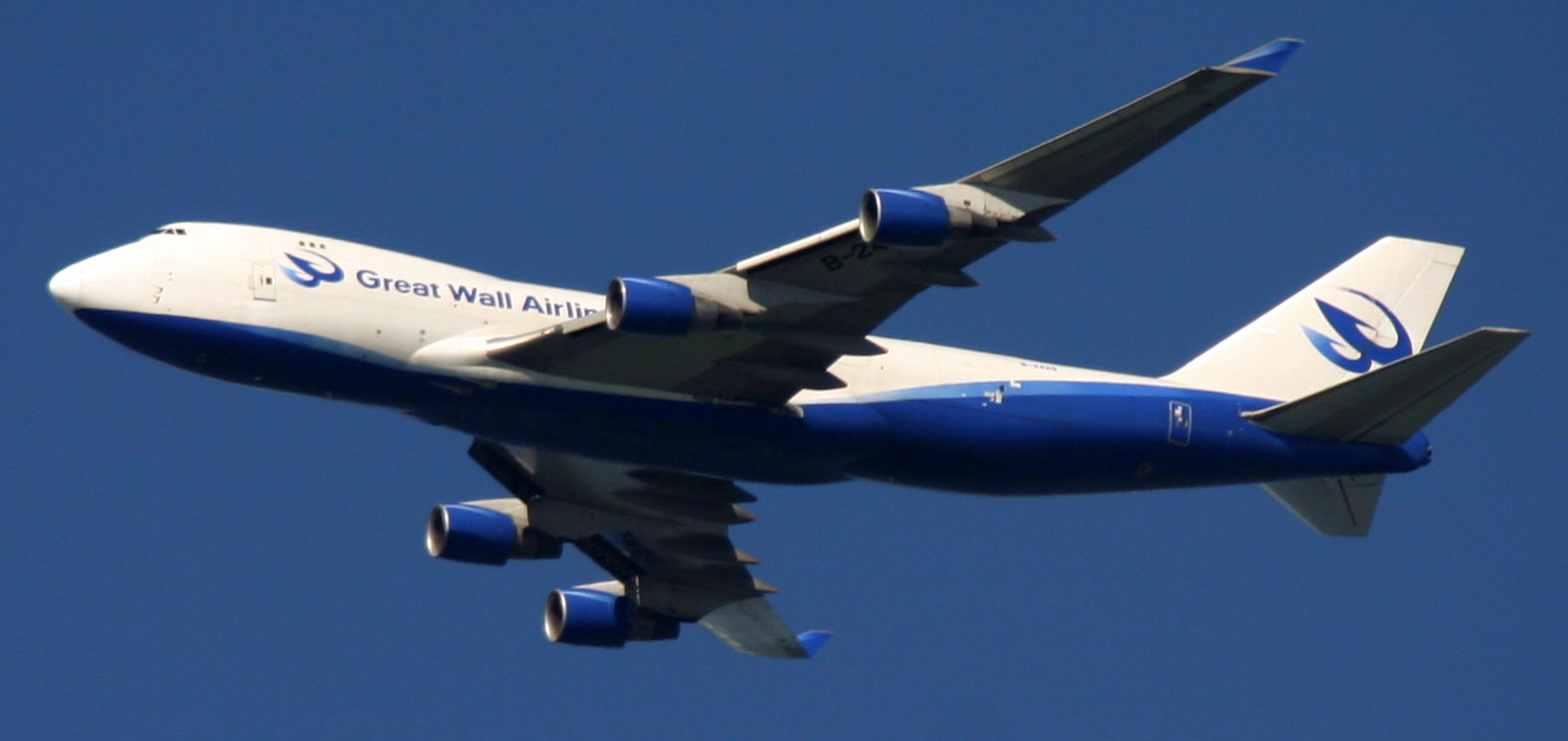
Boeing 747-400F de Great Wall Airlines au-dessus d'Amsterdam

En août 2008 la flotte de Great Wall Airlines était composée des appareils suivants:
| Appareil          | En service | Commande | Option | Moteurs                | Notes |
| ----------------- | ---------- | -------- | ------ | ---------------------- | ----- |
| Boeing 747-412F   | 3          | 0        | 0      | Pratt & Whitney PW4056 |       |
| Boeing 747-412BCF | 1          | 0        | 0      | Pratt & Whitney PW4056 |       |